# 巴科苏
巴科苏是葡萄牙阿威罗区的一个堂区。总面积21.39平方公里，总人口2147人，人口密度100.4人/平方公里。